# Hasan Kikić

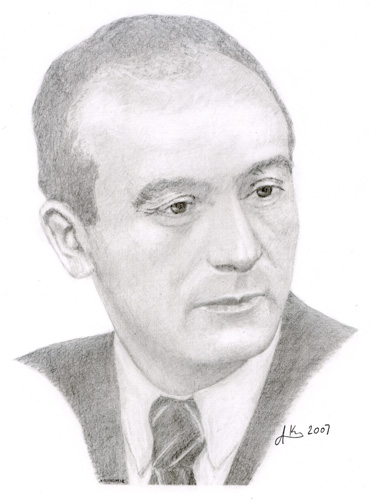
Hasan Kikić

Hasan Kikić (* 20. August 1905 in Gradačac, Bosnien und Herzegowina; † 6. Mai 1942 in Čemernica) war ein bosnischer Schriftsteller.

## Leben
Kikić besuchte die Volksschule in Gradačac, die er erst mit 13 Jahren abschloss, und anschließend von 1919 bis 1922 die höhere Knabenschule in Derventa. Aus der Lehrerbildungsanstalt wurde er 1926 wegen der Teilnahme an einem Schülerstreik ausgeschlossen. Er legte in Zagreb die Reifeprüfung ab und wurde Lehrer in Hajdarovići, Rogatica und Ustiprača. In Gornji Sjeničak und in Pisarovina wurde er jeweils Leiter der Grundschulen. Kikić begann ein außerordentliches Studium der Rechtswissenschaften an der Universität Belgrad, welches er 1938 abschloss. 1940 wurde er Rechtsreferent in Zagreb. Im Zweiten Weltkrieg war er zunächst Reserveoffizier und Hauptmann in der Landwehr. 1942 schloss er sich dann den Partisanen an, bei denen er Bataillonskommandant wurde. Schon nach kurzer Zeit fiel er im Kampf.

## Werke
Der unstete und stets im Kampf um die eigene Existenz befindliche Kikić war literarisch von Miroslav Krleža geprägt. In seinen Romanen und Erzählungen schilderte er die Welt der muslimischen Bosnier, ihrer Nöte und Leiden. Einem vor allem christlichen kroatischen Publikum zeigte er nicht die Bosnier als herrschende Klasse (als die die Muslime in Bosnien hauptsächlich wahrgenommen wurden), sondern das schwere Leben der kleinen Leute und des Dorfproletariats. In Provincija u pozadini (Provinz im Hintergrund) beschreibt er anschaulich die sozialen Gegensätze in Bosnien in der Zeit der österreichischen Herrschaft 1878–1918. Der Roman Ho-ruk handelt von Waldarbeitern, der Roman Bukve beschreibt die Zustände der armen Leute im bosnischen Dorf.
- Provincija u pozadini. Epoha. Zagreb, 1935
- Ho-ruk. Roman. Slob. Zagreb 1936
- Šta se dogadja u Španiji. Koprivnica, 1937
- Bukve. Roman. Hrvatska naklada. Zagreb, 1938
- Lole i hrsuzi. Svjetlost. Sarajevo, 1947
- Zgode o nasušnom hljebu. Nakladni zavod Hrvatske. Zagreb, 1949
- Djela. Knjiga I-III. Svjetlost. Sarajevo, 1952–1953
- Carska goveda. Prosveta. Beograd, 1952
- Dedija. Pripovijetke. Seljacka knjiga. Sarajevo, 1953
- Proza. Prosveta; Svjetlost; Mladost. Beograd: Sarajevo: Zagreb, 1967 (Srpskohrvatski pisci XX veka)
- Izabrana djela (Ausgewählte Werke). Knjiga I-III. Priredili Rizo Ramić i Miroslav Vaupotćc. Svjetlost. Sarajevo, 1969
- Pripovijetke – Provincija u pozadini – Bukve – Lole i hrsuzi. Matica hrvatska; Zora. Zagreb, 1969
- Sabrana djela. Knjiga I-V. Univerzal. Tuzla, 1987

Es gibt kaum Übersetzungen ins Deutsche.
- Das Geständnis des Kutschers, Erzählung, dt. 1964 (Kadro)